# Teatro dei Filarmonici
Il teatro dei Filarmonici, già dei Filodrammatici, di Ascoli Piceno si trova in via delle Torri, nel centro storico della città marchigiana.

## Storia
Il teatro è stato costruito tra il 1829 ed il 1831, nelle vicinanze della sede dell'Accademia dei Filodrammatici di Ascoli, da cui prese la prima denominazione. La Società dei Filodrammatici era nata grazie all'iniziativa del conte Orazio Piccolomini, nobile proveniente da Siena animato da una vivace passione per l'arte teatrale che la presiedeva e che, in seguito, divenne anche governatore della città nel 1846. Fu inaugurato l'11 gennaio 1832 dai Filodrammatici, ma il suo spazio risultò avere una capienza modesta ed insufficiente, così, ben presto, si raccolsero i fondi necessari per il suo ampliamento, affidandone il progetto al professore Ignazio Cantalamessa e all'ingegnere Gabriele Gabrielli.
La Societa dei Filodrammatici si sciolse nel 1860 ed il teatro fu gestito dall'Amministrazione comunale ascolana fino al 1897, anno in cui fu acquistato dalla Società Filarmonica Ascolana che lo ristrutturò completamente, cambiandogli il nome in Teatro dei Filarmonici. In seguito, nell'anno 1917, fu comprato dalla famiglia Marini che lo destinò principalmente a proiezioni cinematografiche fino alla chiusura nel 1987.
Fu ceduto al Comune nel 1994 e dopo un lungo periodo di restauro, fu restituito alla città con inaugurazione il 20 maggio 2018.

## Architettura
Il teatro presenta una facciata suddivisa in tre ordini: il primo è in travertino ed ha tre grandi porte d'ingresso uguali tra loro che danno l'accesso all'atrio; il secondo ordine è composto da tre finestre archivoltate e da quattro coppie di lesene su cui poggia un architrave che è alla base del terzo ordine, composto a sua volta, da tre finestre più piccole e da quattro coppie di modiglioni.

### Interno
L'interno è strutturato con la tipica forma a ferro di cavallo. Ha una capienza di circa 400 posti, distribuiti tra la platea, due ordini di palchi e un loggione. L'interno è stato decorato dallo sculture Giorgio Paci che scelse di realizzare suggestivi stucchi di impostazione neoclassica. Suggestive sono anche le decorazioni dei pilastri che sorreggono i capitelli con teste di medusa. Sui palchi spiccano decorazioni con putti e motivi floreali e si alternano coppie di forme femminili che rappresentano le arti, mentre nel secondo ordine di posti vi sono figure come cigni e strumenti musicali.
Il foyer del teatro è formato da una volta a padiglione e fu intitolato nel 2021 al compositore ascolano Clito Moderati.

Nel 2024 all'interno del foyer, è stata inaugurata la statua denominata "L'Inchino" realizzata dall'artista Teodosio Campanelli. L'opera è "dedicata al teatro e nello specifico agli attori che, con il loro lavoro, ne rappresentano le fondamenta".